# Martin B-10
El Martin B-10 fue el primer bombardero medio monoplano enteramente metálico que entró en servicio con el Cuerpo Aéreo del Ejército de los Estados Unidos (USAAC). También fue el primer bombardero producido de forma masiva, y sus prestaciones eran superiores a la de los cazas en servicio en ese momento en el USAAC. El B-10 incluía varias características técnicas consideradas revolucionarias, y su diseño hizo a la compañía Glenn L. Martin Company acreedora en el año 1932 del Trofeo Collier.
El B-10 también operó con la designación B-12, además de servir como base para los prototipos YB-13, XB-14 y A-15.

## Diseño y desarrollo

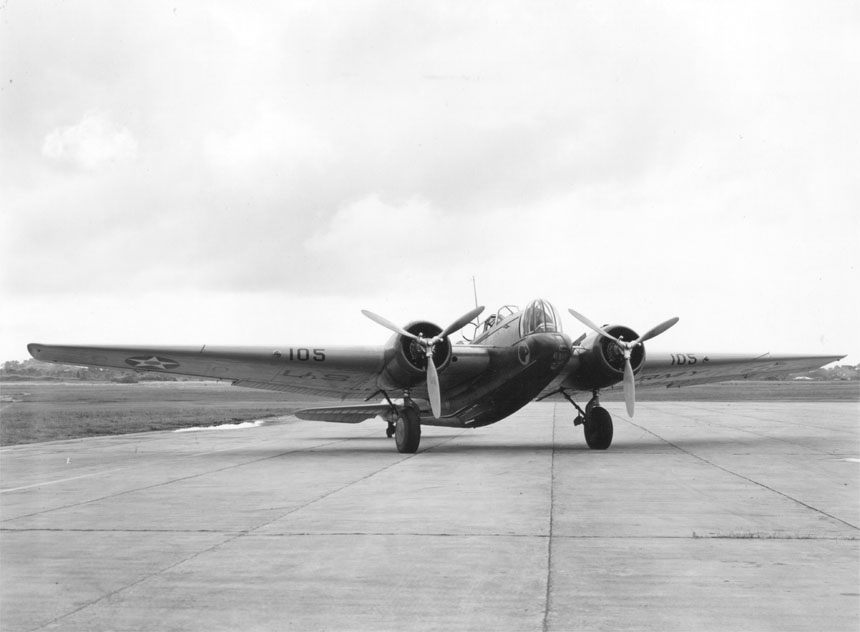
Bombardero Martin B-10B del Cuerpo Aéreo del Ejército de los Estados Unidos.

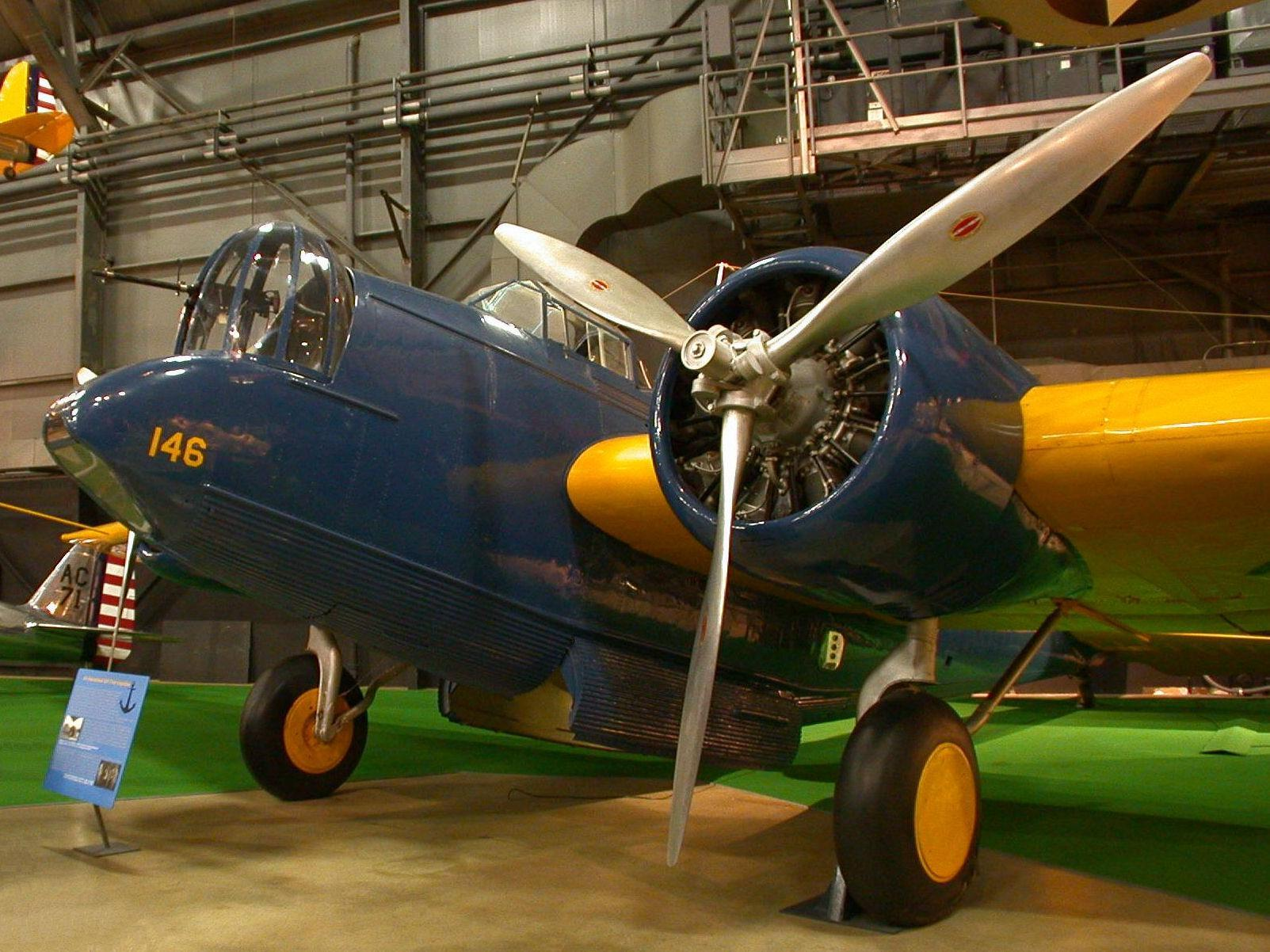
Martin B-10 expuesto en el Museo Nacional de la Fuerza Aérea de Estados Unidos.

Con la designación propia de Martin Model 123, la empresa estadounidense Glenn L. Martin Company inició a principios de los años 30 el diseño de un avión de bombardeo de concepción muy avanzada, con el que se pretendía captar el interés del Ejército de los Estados Unidos. Con una configuración monoplana de ala cantilever de implantación media, con tren de aterrizaje convencional de rueda de cola, y propulsado por dos motores radiales Wright SR-1820-E Cyclone de 600 hp unitarios, acomodaba una tripulación de tres hombres. Probado oficialmente en julio de 1932 bajo la designación experimental XB-907, demostró poseer una velocidad máxima de casi 320 km/h a 1800 m de altura, y un desarrollo superior al de los cazas por entonces en servicio en el Cuerpo Aéreo del Ejército de los Estados Unidos.
Antes de ser puesto en producción, se le introdujeron algunos cambios, como el incremento de la envergadura alar, la disposición de una torreta de proa con una ametralladora de 7,62 mm y la instalación de dos motores Wright R-1820-19 de 675 hp. Tras ser redesignado XB-907A, sus evaluaciones oficiales resultaron muy satisfactorias, apreciándose un aumento de 16 km/h en la velocidad máxima. El 17 de enero de 1933 se ordenó la entrada en producción del modelo. El prototipo XB-907A fue adquirido por el Ejército de los Estados Unidos y recibió la denominación oficial XB-10.
Los ejemplares de serie comenzaron a entrar en servicio en junio de 1934. Además de su utilización prevista como bombardero, el nuevo avión fue utilizado durante algún tiempo en misiones de patrulla costera, equipado con dos voluminosos flotadores. Esta variante permaneció en estado operativo con el Cuerpo Aéreo del Ejército de los Estados Unidos hasta finales de los años 30, pero además, Martin se benefició de considerables pedidos de exportación. Así, se sirvieron 35 ejemplares a Argentina, 9 a la República de China, 118 a los Países Bajos, 23 a Siam, 20 a Turquía y uno a la Unión Soviética. Los tripulados por personal neerlandés del Arma Aérea del Ejército de las Indias Orientales Neerlandesas fueron los primeros bombarderos estadounidenses utilizados en combate durante la Segunda Guerra Mundial.
En España, entre 1934 y 1935, siendo director general de Aeronáutica el capitán Ismael Warleta, se iniciaron los estudios para sustituir los cazas Nieuport-Delage NiD 52 y los aparatos de reconocimiento y bombardeo ligero Breguet 19. El capitán Warleta juzgó acertadamente que los biplanos de reconocimiento ya no tenían cabida en la guerra moderna y que ese tipo de misiones las podrían llevar a cabo cazas y bombarderos equipados con cámaras fotográficas, por lo que los estudios se centraron en la selección de un modelo de caza y otro de bombardeo. 
El avión seleccionado en esta última categoría, cuyo único contendiente fue el Breguet 460 -también adquirido en noviembre de 1936 por la Aviación Republicana- fue una variante del B-10 que recibió la denominación Martin 139 (en España se le solía denominar Martin Bomber). La licencia de producción fue adquirida en julio de 1935, y en enero de 1936 la Aviación Militar firmó un contrato con la compañía española Construcciones Aeronáuticas S.A. (CASA) para la fabricación de 50 de estos aparatos. Parecía que por fin las fuerzas aéreas españolas iban a disponer de una verdadera fuerza de bombardeo; sin embargo, el estallido de la Guerra civil española destruyó esos planes y ni un solo Martin 139 construido en España llegaría a volar.
Fue precisamente el modelo 139 el que los pilotos del bando franquista confundieron durante la guerra civil española con el Tupolev SB-2, bautizando a este avión soviético (bastante superior al estadounidense) con el apelativo de Martin Bomber.

## Variantes

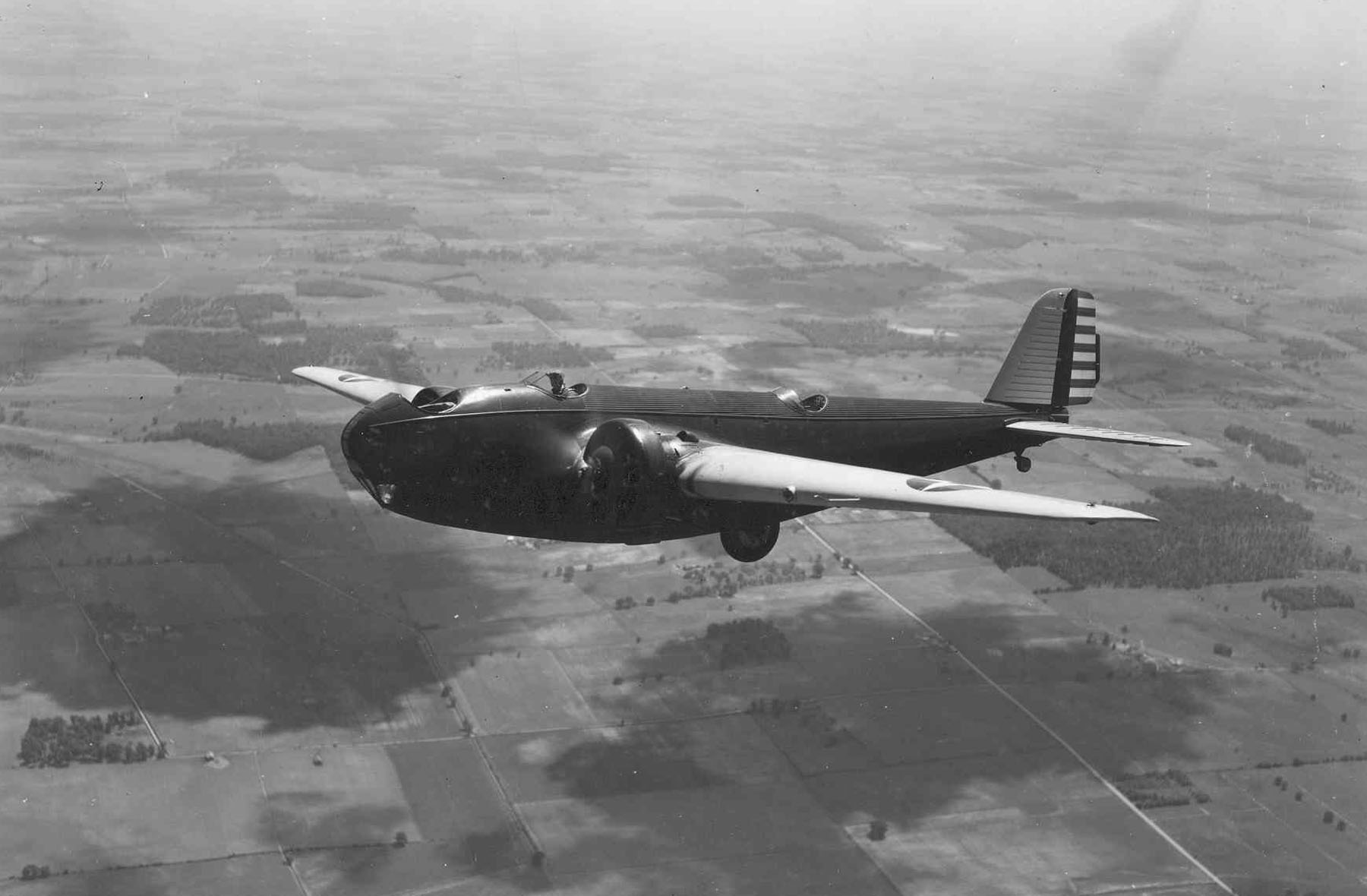
Martin XB-907.

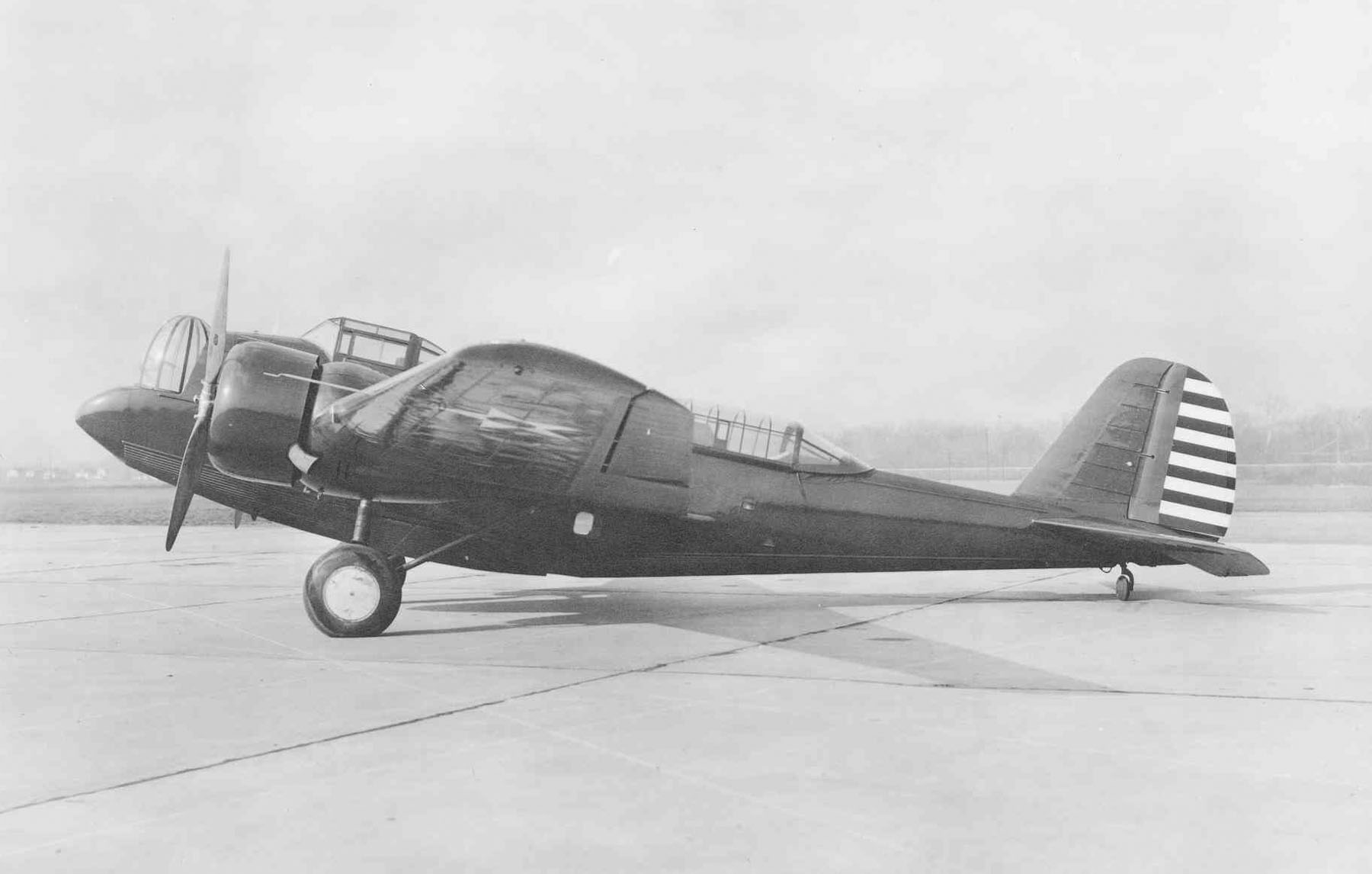
Martin YB-10.

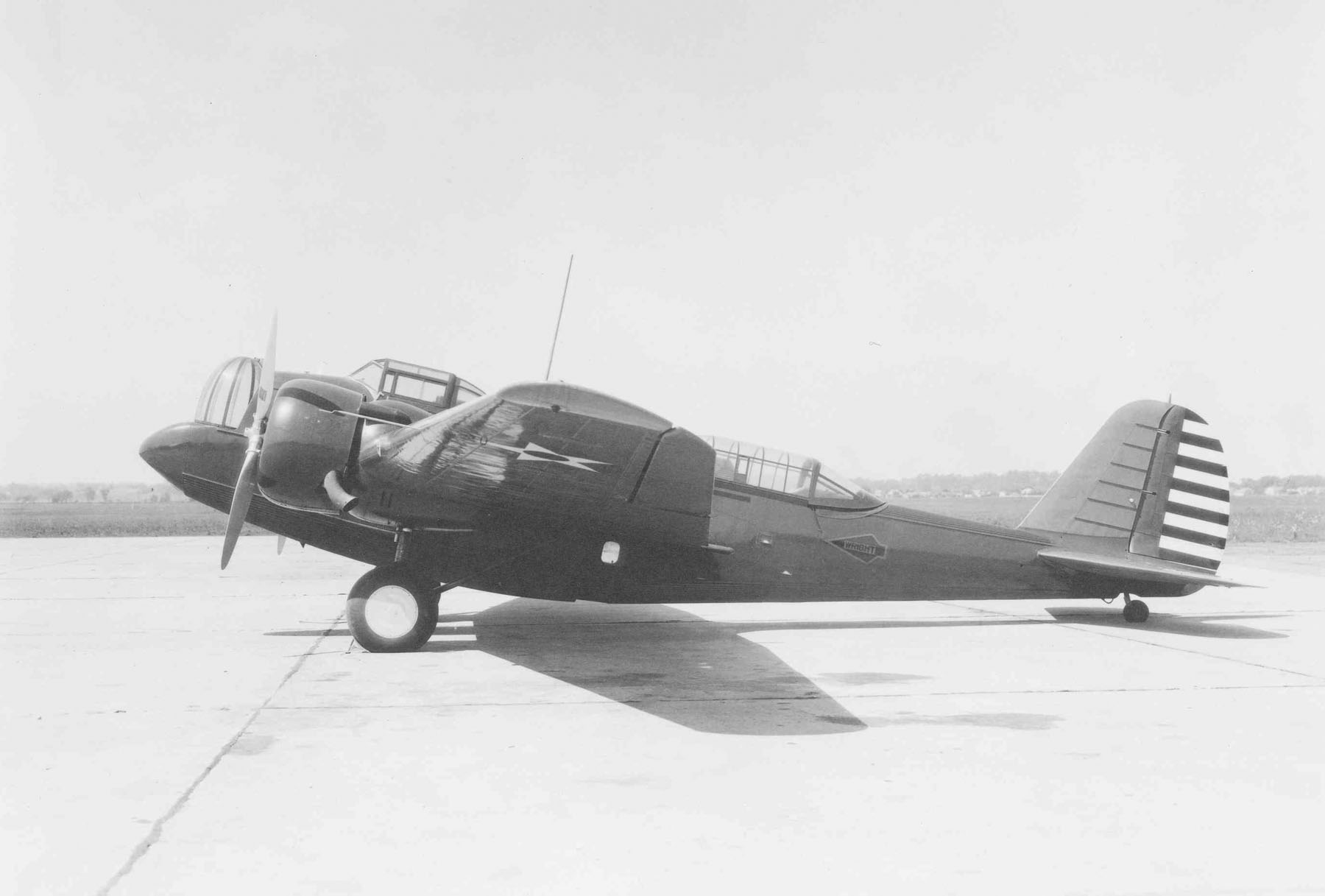
Martin B-12.

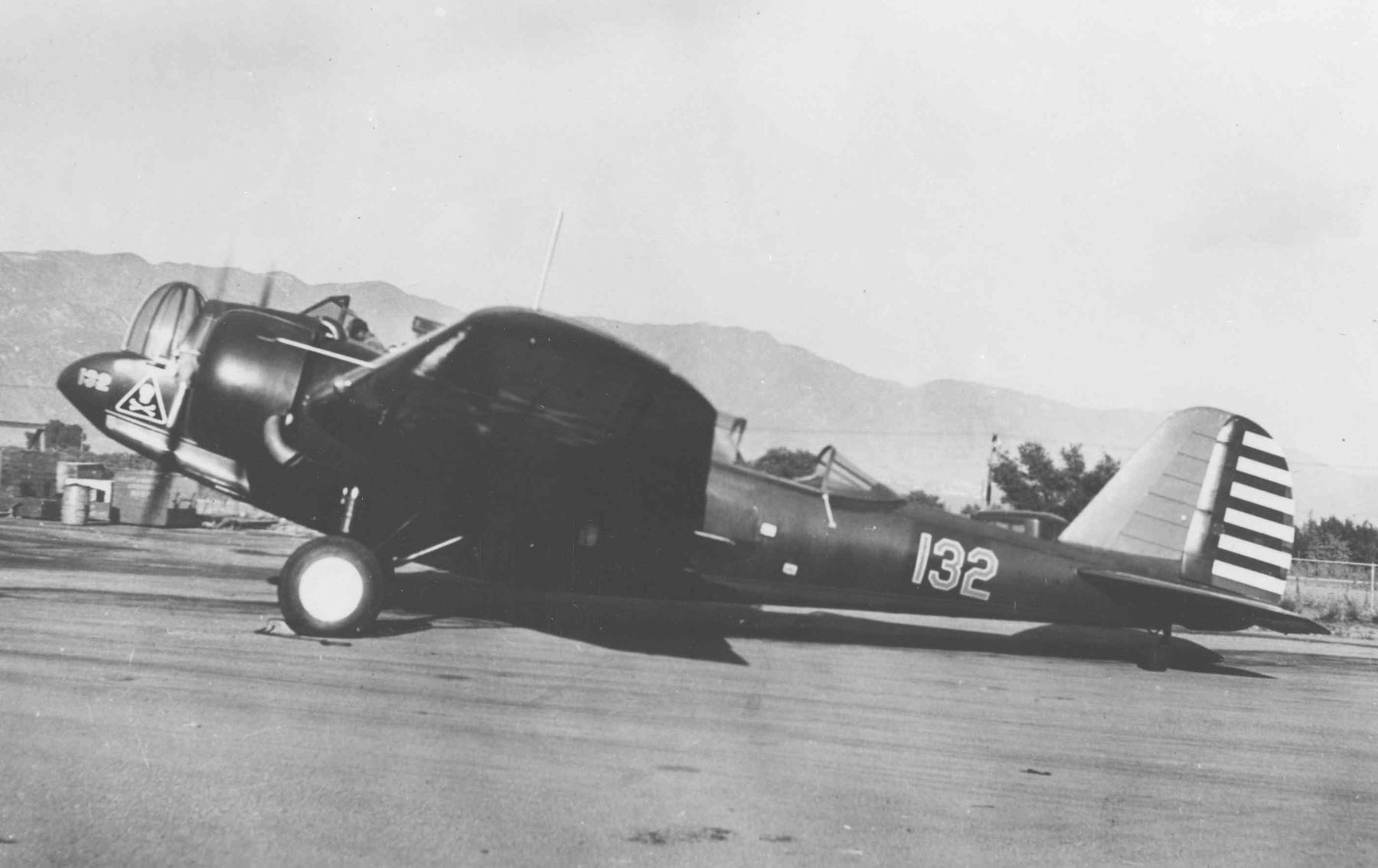
Martin B-12A.

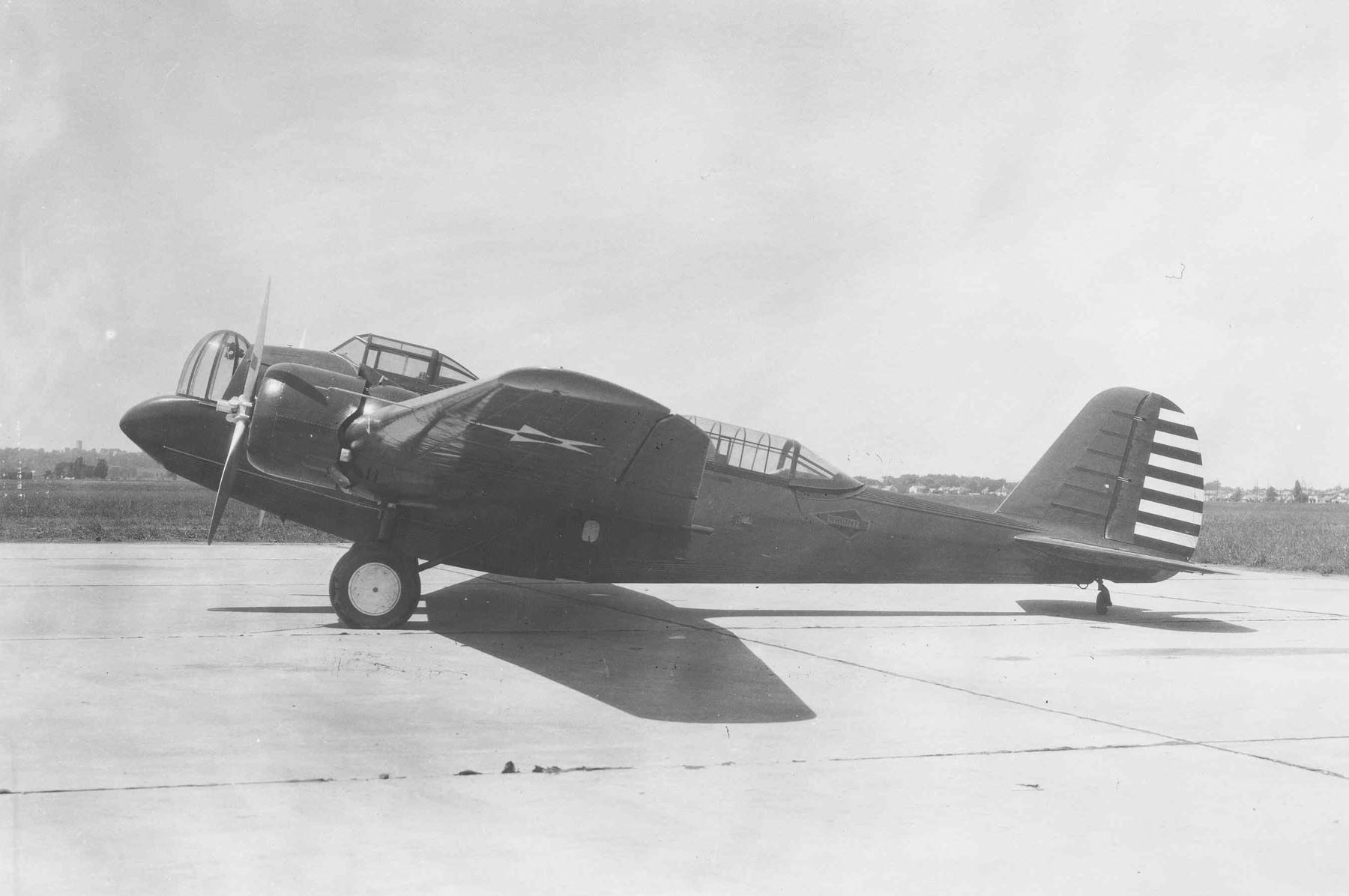
Martin XB-14.

### Martin Model 123
Model 123
Desarrollo privado de la compañía Martin, predecesor del XB-10, sirvió como prototipo para la serie, uno construido.
XB-907
Designación del Ejército estadounidense para el Model 123 en evaluación, con cabinas abiertas y dos Wright SR-1820-E, entregado en abril de 1932.
XB-907A
XB-907 modificado después de que Martin lo devolviese al Ejército estadounidense para realizar más pruebas, con envergadura mayor y dos Wright R-1820-19.
XB-10
Designación del prototipo XB-907A, cuando fue comprado por el Cuerpo Aéreo del Ejército de los Estados Unidos, modificado con cabinas cerradas y torreta, y tren de aterrizaje de un único soporte.

### Martin Model 139, 139A y 139B
Versiones del Cuerpo Aéreo del Ejército, 165 construidos.
YB-10 (Model 139A)
Primera versión de serie, con motores Wright R-1820-25 de 675 hp y cabinas cerradas separadas para el piloto y el artillero/operador de radio. Se construyeron 14 ejemplares.
YB-10A
Designación de un único prototipo con motores turbosobrealimentados Wright R-1820-31 de 675 hp.
B-10
Designación de dos aviones adicionales de serie; similares al YB-10.
B-10B
Principal versión de serie, similar al YB-10, pero con motores Wright R-1820-33 más potentes; se construyeron 103 unidades.
B-10M
Redesignación de algunos B-10B convertidos para el remolque de blancos. Según los archivos de Martin, designación de los YB-10 después de las pruebas, utilizados en misiones de correo y en Alaska, estando todavía en servicio 13 de las 14 unidades en abril de 1940.
RB-10MA
Designación dada por las USAAF a un aparato Model 139WH-3A de exportación que escapó en 1942 de las Indias Orientales Neerlandesas y fue utilizado por las USAAF.
YB-12 (Model 139B)
Versión de preserie, similar a la YB-10, pero con motores Pratt & Whitney R-1690-11 de 775 hp. Se construyeron 7 unidades, cinco todavía en servicio en abril de 1940.
(Y)B-12A
Versión de serie, similar al YB-12, pero con capacidad para un depósito auxiliar de combustible en la bodega de bombas para vuelos de autotraslado. Se construyeron 25 unidades; 23 todavía en servicio en abril de 1940.
B-12AM
Nueva designación de algunos B-12A convertidos para el remolque de blancos.
YB-13
Designación prevista para una versión del YB-10 propulsada por motores radiales Pratt & Whitney R-1830-9 Twin Wasp de 950 hp; no construida.
XB-14
Modificación del fuselaje de un XB-10, equipado con motores Pratt & Whitney YR-1830-9 "Twin Wasp". Una única unidad construida, devuelta al estándar YB-12 tras la realización de pruebas.
A-15
Variante de ataque del YB-10, que estaba previsto que fuera equipado con dos motores Wright R-1820-25 de 559 kW (750 hp). Nunca llegó a construirse, adjudicándose el contrato al modelo Curtiss XA-14, que daría lugar al Curtiss A-18 Shrike.
YO-45
Designación temporal de un YB-10 con motores Wright R-1820-17 de 675 hp; evaluado para realizar tareas de reconocimiento a elevada velocidad.

### Model 139W y 166

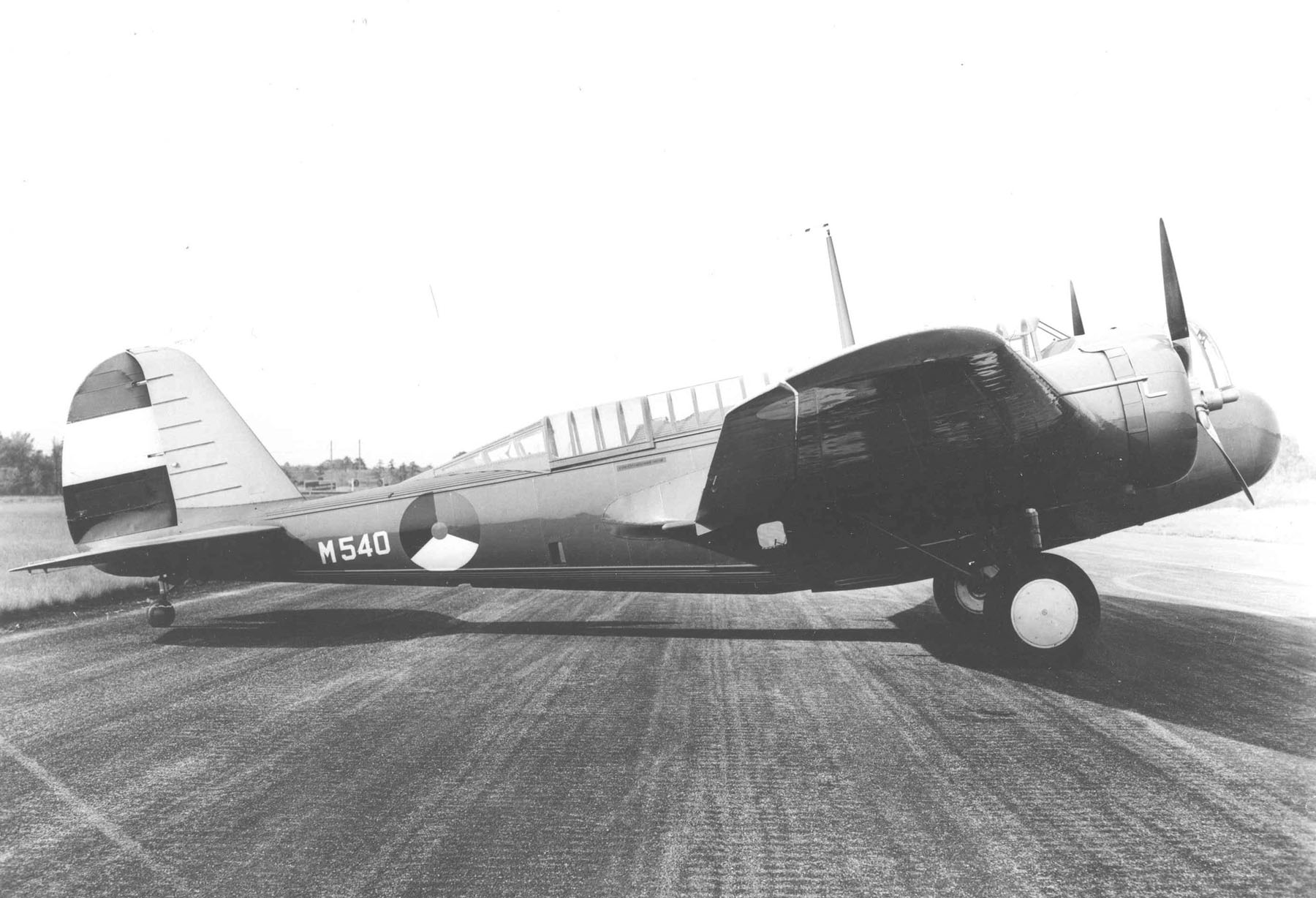
Vista lateral de un Martin Model 166 neerlandés.

Las versiones de exportación, 100 construidos (182 incluyendo al Model 166, ver abajo).
Model 139WA
Demostrador de Martin para Argentina, más tarde vendido a la Armada argentina.
Model 139WAA
Versión de exportación para el ejército argentino, 22 construidos, entregados en abril de 1938.
Model 139WAN
Versión de exportación para la Armada argentina, 12 construidos, entregados en noviembre de 1937.
Model 139WC y WC-2
Versión de exportación para China, seis y tres construidos, entregados en febrero y agosto de 1937.
Model 139WH
Versión de exportación para los Países Bajos, usados en la Indias Orientales Neerlandesas. Producidos en los lotes WH(-1) (13 construidos, entregados en 1937) y WH-2 (26 construidos, entregados en marzo de 1938).
Model 139WR
Demostrador único para la Unión Soviética.
Model 139WSM y WSM-2
Versión de exportación para Siam, tres y tres construidos, entregados en marzo y abril de 1937.
Model 139WSP
Versión propuesta de construcción bajo licencia para ser fabricada por CASA de España, producción bloqueada por el Departamento de Estado estadounidense.
Model 139WT
Versión de exportación para Turquía, 20 construidos, entregados en septiembre de 1937.
Model 166
Versión final, también conocido como 139WH-3 y 139WH-3A, 82 construidos.
Versión de exportación para los Países Bajos, usados en las Indias Orientales Neerlandesas. Alas rediseñadas, cubierta única de morro de tipo "invernadero", soportes para bombas entre los motores y el fuselaje, y mejores motores. El WH-3 tenía dos R-1820-G5 de 671 kW (900 hp) (40 construidos, entregados en septiembre de 1938), el WH-3A tenía dos R-1820-G-105A de 745 kW (1000 hp) (42 construidos, entregados en marzo de 1940). Con los soportes para bombas, la carga de bombas podía doblarse para trayectos más cortos. Se construyeron un total de 121 unidades para los neerlandeses.

## Operadores
Argentina
- Fuerza Aérea Argentina: 27 aviones Model 139W/WAA.
- Armada Argentina: 13 aviones Model 139WAN.

 Estados Unidos
- Cuerpo Aéreo del Ejército de los Estados Unidos

 Filipinas
- Fuerza Aérea Filipina

 Indonesia
- Fuerza Aérea de Indonesia: recibió varios B-10 heredados de las Indias Orientales Neerlandesas en 1945.

 Países Bajos
- Real Fuerza Aérea del Ejército de las Indias Orientales Neerlandesas

 República de China
- Fuerza Aérea de la República de China

 Tailandia
- Real Fuerza Aérea Tailandesa: recibió 6 aviones Model 139W en abril de 1937, que empleó durante la guerra Franco-Tailandesa de 1940-1941,[9] y durante la invasión de Birmania de 1942. En ese año recibió de los japoneses otros 9 aparatos ex-neerlandeses. Permanecieron en servicio hasta 1949.[10]

 Turquía
- Fuerza Aérea Turca: recibió 20 aviones Model 139W en septiembre de 1937.

 Unión Soviética
- Fuerza Aérea Soviética: compró una aeronave para evaluación.

## Especificaciones (B-10B)

### Características generales
- Tripulación: 3
- Longitud: 13,6 m (44,8 ft)
- Envergadura: 21,5 m (70,5 ft)
- Altura: 4,7 m (15,4 ft)
- Superficie alar: 63 m² (678 ft²)
- Peso vacío: 4391 kg (9677,8 lb)
- Peso cargado: 6680 kg (14 722,7 lb)
- Peso máximo al despegue: 7440 kg (16 397,8 lb)
- Planta motriz: 2× motor radial de 9 cilindros sobrealimentados y refrigerado por aire Wright R-1820-33.
  - Potencia: 578 kW (797 HP; 786 CV) cada uno.

### Rendimiento
- Velocidad máxima operativa (Vno): 343 km/h (213 MPH; 185 kt)
- Velocidad crucero (Vc): 310,6 km/h (193 MPH; 168 kt)
- Alcance: 1996 km (1078 nmi; 1240 mi)
- Techo de vuelo: 7380 m (24 213 ft)
- Régimen de ascenso: 7 m/s (1378 ft/min)
- Carga alar: 106 kg/m² (21,7 lb/ft²)
- Potencia/peso: 173 W/kg (0,105 hp/lb)

### Armamento
- Armas de proyectiles: 

  - 3x M1919 de 7,62 mm
- Bombas: 1030 kg

## Aeronaves relacionadas

### Desarrollos relacionados
- Martin 146

### Aeronaves similares
- Boeing YB-9
- Tupolev SB

### Secuencias de designación
- Secuencia Numérica (interna de Martin): ← 119 - 120 - 122 - 123 - 125 - 129 - 130 - 139 - 145 - 146 - 156 - 162 - 166 - 167 - 170 - 179 →
- Secuencia B-_ (Bombarderos del USAAC/USAAF/USAF, 1926-1962): ← B-7 - B-8 - B-9 - B-10 - B-11 - B-12 - B-13 - B-14 - B-15 - B-16 - B-17 →
- Secuencia A-_ (Aviones de Ataque del USAAC/USAAF, 1924-1948): ← A-12 - A-13 - A-14 - A-15 - A-16 - A-17 - A-18 →
- Secuencia O-_ (Aviones de Observación del USAAC/USAAF, 1924-1942): ← O-42 - O-43 - O-44 - O-45 - O-46 - O-47 - O-48 →